# Africada lateral-alveolar sonora
La africada lateral alveolar sonora es un tipo de sonido consonántico, utilizado en algunas lenguas habladas. El símbolo en el alfabeto fonético internacional es ⟨d͡ɮ⟩ (a menudo simplificado a ⟨dɮ⟩).
Las africadas lateral-alveolares sonoras son raras. En el sandawe ha sido transcrita con [dɮ], pero el sonido es más post-alveolar o palatal que alveolar. Las consonantes escritas dl en las lenguas atabascanas y las lenguas wakash son africadas tenues, [t͜ɬ] (quizás ligeramente sonorizadas alofónicamente), o tienen una liberación aproximante, [tˡ] o [dˡ]. En lengua salish de Montana, /l/ puede ser preoclusiva, dependiendo del contexto, en cuyo caso se puede realizar como [ᵈl] o como una africada [ᵈɮ̤]. En las lenguas Nguni [d͡ɮ] ocurre después de las nasales: /nɮ̤/ se pronuncia [nd͡ɮ̤], con una parada epentética, al menos en Xhosa y Zulú.

## Aparición en distintas lenguas
- Salish de Montana: p̓əllič̓č [pʼəd͡ɮɮít͡ʃʼt͡ʃ] girado al revés. Alófono posicional de <l>.
- Xhosa: indlovu [ind͡ɮ̤ɔːv̤u] elefante. Posible alófono de <l> después de <n>.

- Datos: Q2846215